# 10e cérémonie des César
La 10e cérémonie des César du cinéma - dite aussi Nuit des César -  récompensant les films sortis en 1984, s'est déroulée le 2 mars 1985 au théâtre de l'Empire.
Elle fut présidée par Simone Signoret et retransmise sur Antenne 2.

## Présentateurs et intervenants
- Simone Signoret, présidente de la cérémonie
- Bernard Giraudeau, Pierre Tchernia, Darry Cowl, Richard Berry, Guy Marchand, maîtres de cérémonie
- Simone Signoret, Yves Montand, pour la remise du César du meilleur film
- Nathalie Baye, Coluche, pour la remise du César du meilleur acteur
- Brigitte Bardot par téléphone pour le César d'honneur à la productrice Christine Gouze-Rénal
- Catherine Deneuve, Christian Vadim, pour la remise du César de la meilleure actrice
- Kirk Douglas

## Palmarès

### César du meilleur film
- Les Ripoux de Claude Zidi
  - L'Amour à mort d'Alain Resnais
  - Carmen de Francesco Rosi
  - Les Nuits de la pleine lune d'Éric Rohmer
  - Un dimanche à la campagne de Bertrand Tavernier

### César du meilleur film étranger
- Amadeus de Miloš Forman
  - Greystoke, la légende de Tarzan de Hugh Hudson
  - Maria's Lovers d'Andreï Kontchalovski
  - Paris, Texas de Wim Wenders

### César du meilleur film francophone
- Wênd Kûuni de Gaston Kaboré

### César du meilleur acteur
- Alain Delon pour Notre histoire
  - Gérard Depardieu pour Fort Saganne
  - Louis Ducreux pour Un dimanche à la campagne
  - Philippe Noiret pour Les Ripoux
  - Michel Piccoli pour La Diagonale du fou

### César de la meilleure actrice
- Sabine Azéma pour Un dimanche à la campagne
  - Jane Birkin pour La Pirate
  - Valérie Kaprisky pour La Femme publique
  - Julia Migenes pour  Carmen 
  - Pascale Ogier pour Les Nuits de la pleine lune

### César du meilleur acteur dans un second rôle
- Richard Bohringer pour L'Addition
  - Lambert Wilson pour La Femme publique
  - Fabrice Luchini pour Les Nuits de la pleine lune
  - Bernard-Pierre Donnadieu pour Rue barbare
  - Michel Aumont pour Un dimanche à la campagne

### César de la meilleure actrice dans un second rôle
- Caroline Cellier pour L'Année des méduses
  - Elizabeth Bourgine pour La Septième Cible
  - Maruschka Detmers pour La Pirate
  - Victoria Abril pour L'Addition
  - Carole Bouquet pour Rive droite, rive gauche

### César du meilleur espoir masculin
- Pierre-Loup Rajot pour Souvenirs, Souvenirs
  - Xavier Deluc pour La Triche
  - Hippolyte Girardot pour Le Bon Plaisir
  - Benoît Régent pour La Diagonale du fou

### César du meilleur espoir féminin
- Laure Marsac pour La Pirate
  - Fanny Bastien pour Pinot simple flic
  - Emmanuelle Béart pour Un amour interdit
  - Sophie Duez pour Marche à l'ombre

### César du meilleur réalisateur
- Claude Zidi pour Les Ripoux
  - Francesco Rosi pour Carmen
  - Alain Resnais pour L'Amour à mort
  - Éric Rohmer pour Les Nuits de la pleine lune
  - Bertrand Tavernier pour Un dimanche à la campagne

### César de la meilleure première œuvre
- Richard Dembo pour La Diagonale du fou
  - Boy Meets Girl de Leos Carax
  - Marche à l'ombre de Michel Blanc
  - Souvenirs, Souvenirs d'Ariel Zeitoun

### César du meilleur scénario original
- Bertrand Blier pour Notre histoire
  - Éric Rohmer pour Les Nuits de la pleine lune
  - Claude Zidi pour Les Ripoux

### César de la meilleure adaptation et dialogues
- Bertrand Tavernier et Colo Tavernier O'Hagan pour Un dimanche à la campagne
  - Dominique Garnier et Andrzej Żuławski pour La Femme publique, adapté du roman de Dominique Garnier
  - Francis Girod et Françoise Giroud pour Le Bon Plaisir, adapté du roman homonyme de Françoise Giroud

### César de la meilleure musique
- Michel Portal pour Les Cavaliers de l'orage
  - Hans Werner Henze pour L'Amour à mort
  - Bernard Lavilliers pour Rue barbare
  - Michel Legrand pour Paroles et Musique

### César de la meilleure photographie
- Bruno de Keyzer pour Un dimanche à la campagne
  - Pasqualino De Santis pour Carmen
  - Bruno Nuytten pour Fort Saganne
  - Sacha Vierny pour L'Amour à mort

### César des meilleurs costumes
- Yvonne Sassinot de Nesle pour Un amour de Swann
  - Rosine Delamare et Corinne Jorry pour Fort Saganne
  - Enrica Job pour Carmen

### César du meilleur décor
- Jacques Saulnier pour Un amour de Swann
  - Jean-Jacques Caziot pour Les Cavaliers de l'orage
  - Bernard Evein pour Notre histoire
  - Enrico Job pour Carmen

### César du meilleur son
- Guy Level et Dominique Hennequin pour Carmen
  - Pierre Gamet et Jacques Maumont pour L'Amour à mort
  - Pierre Gamet, Jean-Paul Loublier et Claude Villand pour Fort Saganne
  - Bernard Le Roux, Guillaume Sciama et Claude Villand pour Souvenirs, Souvenirs

### César du meilleur montage
- Nicole Saunier pour Les Ripoux
  - Claudine Merlin pour Notre histoire
  - Armand Psenny pour Un dimanche à la campagne
  - Geneviève Winding pour Souvenirs, Souvenirs

### César du meilleur court-métrage d'animation
- La Boule d'Alain Ughetto
  - L'Invité de Guy Jacques
  - Ra de Thierry Barthes et Pierre Jamin

### César du meilleur court-métrage de fiction
- Première Classe de Mehdi El Glaoui
  - La Combine de la girafe de Thomas Gilou
  - Homicide by night de Gérard Krawczyk
  - Oiseau de sang de Frédéric Ripert
  - Premiers mètres de Pierre Lévy

### César du meilleur court-métrage documentaire
- La Nuit du hibou de François Dupeyron
  - L'Écuelle et l'assiette de Raoul Rossi
  - Hommage à Dürer de Gérard Samson

### César du meilleur film publicitaire
- Les Vautours (Hertz) de Jean-Jacques Annaud
  - L'Aventurier (Grundig) réalisé par Yves Lafaye
  - Chinoise (Maggi) réalisé par Jean-Baptiste Mondino
  - Flamenco (Orangina) réalisé par Jean-Paul Goude
  - James Bond (205 GTI) réalisé par Gérard Pirès
  - Kodachrome (Kodak) réalisé par Jean-Paul Goude
  - Le Psychiatre (Brother) réalisé par Etienne Chatiliez
  - Les Petits Hommes verts (Lustucru) réalisé par Etienne Chatiliez

### César d'honneur
- Danielle Darrieux, Christine Gouze-Renal, Christian-Jaque, Alain Poiré

### César des Césars
- Le Vieux Fusil, de Robert Enrico (primé en 1976)[1]